# Pista Bellunese
Pista Bellunese – najdłuższa zjazdowa trasa narciarska o jednolitej strukturze w Dolomitach i zapewne w całych Alpach Wschodnich, poprowadzona północną flanką Marmolady aż do przełęczy Passo Fedaia, a następnie biegnąca doliną opadającą z tej przełęczy w kierunku wschodnim aż do dolnej stacji kolejki linowej na Marmoladę w maleńkiej miejscowości Malga Ciapela. Trasa pokonuje różnicę poziomów 1823 m, a jej całkowita długość wynosi 12 km. Maksymalne nachylenie wynosi 40%.

## Struktura trasy
Trasa zjazdowa Pista Bellunese składa się z dwóch części wyraźnie różniących się charakterem. Część górna trasy, bardziej stroma i typowo wysokogórska, długości około 7,5 km i pokonująca różnicę poziomów 1200 m, poprowadzona jest systemami półek w lodowcu Giacciaio della Marmolada pokrywającym północną flankę Marmolady. Część ta kończy się na przełęczy Passo Fedaia, 2057 m n.p.m., oddzielającej masyw Marmolady od położonego na północ od niej masywu Porta Vescovo. Dolna część trasy, długości 4,5 km, bardziej łagodna i pokonująca różnicę poziomów 600 m, zaczyna się na wspomnianej przełęczy i biegnie opadającą z niej w kierunku wschodnim doliną oddzielającą masywy Marmolady oraz Porta Vescovo. Dolna część trasy kończy się na samym końcu wschodniej grani Marmolady, w niewielkiej miejscowości Malga Ciapela, przy dolnej stacji kolejki linowej na Marmoladę Ferrovia della Marmolada.

## Opis trasy

### Górna część trasy
Górna część trasy Pista Bellunese rozpoczyna się na zaśnieżonej platformie bezpośrednio poniżej górnej stacji kolejki linowej położonej na niższym wierzchołku Marmolady zwanym Punta di Roccia, 3309 m n.p.m. Z platformy trasa biegnie w kierunku wschodnim niemal kilometr, poniżej grani Marmolady, rodzajem trochę stromej, lecz w miarę szerokiej i w dalszej części łagodniejącej stopniowo rozległej półki w kierunku górnej końcówki nieczynnego obecnie starego wyciągu orczykowego. Przed dojechaniem do liny orczyka do głównej trasy dochodzi wariant biegnący z położonej dalej na wschód w pobliżu grani drugiej stacji przesiadkowej kolejki linowej na Marmoladę. Tu następuje skręt w lewo i krótki zjazd otwartym, stromszym stokiem w kierunku północnym. Tu, skęcając ostro w lewo wjeżdżamy na szeroką, pochyłą półkę biegnącą na zachód w kierunku wielkich turni skalnych, tworzących rodzaj grani i opadających na północ w kierunku Passo Fedaia. Półką tą zjeżdżamy mniej więcej do połowy jej długości, po czym, jeszcze daleko od wspomnianych turni skalnych, skręcając ostro o kąt niemal 150 stopni wjeżdżamy na nową, niemal poziomą półkę równoległą do stoku. Półką tą, obrywającą się w kierunku północnym stromymi skałami jedziemy niemal poziomo na wschód w kierunku górnej części starego, nieczynnego obecnie wyciągu krzesełkowego, zaczynającego się dużo niżej na przełęczy Fedaia. Kilkadziesiąt metrów przed wspomnianym wyciągiem trasa skręca w lewo i prowadzi stromym, szerokim stokiem wprost na północ w kierunku wspomnianej przełęczy. W końcu, przed wychodniami skał natrafiamy na biegnącą w skos w lewo nową półkę, którą w dół, w kierunku wspomnianej uprzednio grani zbudowanej z wielkich turni skalnych. Nie dojeżdżając w ich pobliże trasa wykonuje ostry skręt w prawo o kąt 150 stopni i wjeżdża na nową półkę, biegnącą w skos w dół w kierunku wschodnim. Półką tą dłuższy czas niemal do jej końca, przecinając po drodze trasę starego wyciągu krzesełkowego, po czym następuje raptowny, ostry skręt w lewo o kąt 90 stopni i trasa prowadzi teraz w kierunku północnym niezbyt wysokim lecz stromym, otwartym stokiem, zakończonym urwiskiem skalnym. Przed dojechaniem do niego następuje ostry skręt w lewo (solidne siatki zabezpieczają przed wpadnięciem w urwisko) i trasa biegnie dalej ostatnią już, bardziej łagodną półką początkowo ograniczoną z prawej strony urwiskiem zabezpieczonym siatkami, wyprowadzającą ostatecznie na Passo Fedaia.

### Dolna część trasy
Z przełęczy Fedaia trasa prowadzi cały czas, początkowo wąską, a dalej stopniowo rozszerzającą się, biegnącą na wschód doliną oddzielającą masyw Marmolady od masywu Porta Vescovo. Trasa zaczyna się łagodnie, następnie przebiega przez trzy niezbyt strome, lecz wąskie progi, na których często tworzą się duże muldy utrudniające zjazd. Dalsza część trasy, poniżej trzeciego progu jest dość długa, lecz bardzo łagodna i dostępna nawet dla niezaawansowanych narciarzy. Wkrótce przejeżdżamy równolegle do długiego wyciągu orczykowego, dolnej stacji kolejki krzesełkowej na Passo Padon w masywie Porta Vescovo, a następnie dnem szerokiej tutaj doliny równolegle do drugiego długiego wyciągu orczykowego, obok towarzyszących mu 'oślich łączek'. Dolna część trasy kończy się przy wejściu do stacji kolejki linowej na Marmoladę w miejscowości Malga Ciapela, na wysokości ok. 1450 m n.p.m.

## Ocena trasy i uwagi
Pista Bellunese jest długą, piękną, silnie zróżnicowaną trasą, posiadającą miejscami strome fragmenty w postaci progów. Mimo iż trasa oznaczona jest kolorem czerwonym a nie czarnym, jest ona zupełnie nieodpowiednia dla początkujących i przeznaczona w zasadzie dla zaawansowanych narciarzy. Jest to trasa dość wytężająca, choć posiada ona odcinki 'odpoczynkowe', przy czym w górnej części trasy jest tylko jeden taki odcinek na niemal poziomej półce, na której jedzie się w kierunku wschodnim. Przejazd trasy w całości bez zatrzymania się stanowi poważne wyzwanie i zajmuje dobrym narciarzom około 30 minut. Dolna część trasy jest w większej części 'turystyczna', z wyjątkiem trzech progów. Środkowy z nich, zlokalizowany w gardle doliny, jest bardzo wąski. Jego przejechanie w godzinach popołudniowych stanowi często problem z powodu wielkich muld oraz bardzo złego oświetlenia. Fragment dolnej części trasy równoległy do wyciągów orczykowych jest miejscami dość wąski, zatłoczony (wykorzystują go także korzystający z orczyków) i często mocno zalodzony. Powoduje to, że – pomimo bardzo łagodnego nachylenia – jego przejechanie na 'zmęczonych nogach' wymaga ostrożności oraz unikania dużych prędkości jazdy. W górnej części trasy warunki śniegowe są zwykle bardzo dobre, choć czasem zdarzają się odcinki zalodzone.
W czasie jazdy we mgle należy bardzo uważnie trzymać się wytyczonej trasy, gdyż półki, którymi ona biegnie poprzedzielane są często skalnymi urwiskami.
Ogólna ocena trasy jest niekiedy przedmiotem kontrowersji. Większość narciarzy wypowiada się o trasie w superlatywach, np. La Bellunese è considerata una delle piste più lunghe e belle del mondo (Pista Bellunese uważana jest za jedną z najdłuższych i najpiękniejszych tras zjazdowych świata), Tra le prime 5 piste al mondo (jedna z pięciu najwspanialszych tras zjazdowych świata). Zdarzają się jednak niekiedy głosy krytyczne, np. długa trasa na lewą nogę, z oślą łączką na dole.
Pokonywana w stosunkowo krótkim czasie duża różnica poziomów może powodować u niektórych narciarzy dolegliwości związane z nagłą zmianą ciśnienia atmosferycznego, jak bóle i zawroty głowy. Występująca często duża różnica temperatur między górnym i dolnym punktem trasy może pogłębiać te dolegliwości.
Podczas pięknej pogody górna część trasy jest widokowo wspaniała, z panoramą obejmującą wielki obszar północnej części Dolomitów.

## Inne informacje
Oprócz opisanej powyżej trasy, używanej obecnie, istnieje dużo mniej znana tzw. stara trasa (storica pista "la Bellunese"). Trasa ta nie była nigdy przygotowywana, oznaczana tyczkami, ani przeznaczona dla masowego ruchu narciarskiego. Najwyższa część trasy historycznej pokrywa się z trasą obecną (aż do pierwszego zakrętu w lewo), po czym biegnie dalej poniżej skał wschodniej grani Marmolady, po wschodniej stronie starego orczyka i starego wyciągu krzesełkowego. Trasa ta łączy się z nową trasą w okolicach Passo Fedaia. Obecnie trasa historyczna wykorzystywana jest dość rzadko, głównie przez ski-alpinistów.

## Filmy ze zjazdu trasąPista Bellunese
- http://www.youtube.com/watch?v=iOmin9pQgb8
- http://www.youtube.com/watch?v=VBhO8bK4iRA
- http://www.youtube.com/watch?v=7BEL7kBDYe0
- http://www.youtube.com/watch?v=VL4CUoKhFmc
- http://www.youtube.com/watch?v=ia4n7Rp_z6U